# Fernando Pérez Correa
Fernando Pérez Correa Fernández del Castillo (Ciudad de México, 26 de noviembre de 1942) es politólogo, abogado y filósofo mexicano; académico de la UNAM, donde se ha desempeñado como Profesor de Carrera desde 1969. Coordinador del CCH de 1974 a 1977, Secretario General de 1977 a 1981, coordinador de Humanidades de 1981 a 1983, y director de la Facultad de Ciencias Políticas y Sociales de 2000 a 2008. Fue entrevistado  por la Junta de Gobierno de la UNAM en ocasión de la designación de Rector en 2007.
Se graduó como licenciado en Derecho por la UNAM en 1965; en Ciencias Políticas y Sociales en 1967. Se graduó en Filosofía en 1968 por la Universidad Católica de Lovaina, donde obtuvo más tarde el grado de doctor.
Ha sido Investigador de la Universidad de Lovaina, y profesor del Colegio de México, Harvard, Oxford, FLACSO y diversas universidades  mexicanas. Es miembro del Sistema Nacional de Investigadores. Colaboró frecuentemente en las revistas Plural, Vuelta, Este País, Etcétera y ha publicado textos de investigación en varias revistas académicas. Destacan sus libros  sobre Federalismo, cuestiones universitarias y educativas y, en fin, política mexicana. Contribuyó como comentarista semanal en el diario Excélsior durante varios años.
En el gobierno federal fue Subsecretario de Gobernación, a cargo del Sector Paraestatal,; y Coordinador de Estudios y Proyectos, a cargo de la consulta sobre la Reforma Federal. Fue director general del INEA. Fue Presidente del Instituto Nacional para el Desarrollo Equitativo y Democrático, A.P.N., y es actualmente Presidente de la Asociación Latino Americana de Facultades, Escuelas e Institutos de Ciencias Sociales y Consejero Directivo del INAP.
| Predecesor: Salvador Azuela | Vocal Ejecutivo del INEHRM 1983 - 1984 | Sucesor: Juan Rebolledo Gout |

- Datos: Q5860102